# Krasocin (gmina)
Krasocin – gmina wiejska w województwie świętokrzyskim, w powiecie włoszczowskim. W latach 1975–1998 gmina położona była w województwie kieleckim.
Siedziba gminy to Krasocin.
Według danych z 30 czerwca 2004 gminę zamieszkiwały 10 804 osoby.

## Struktura powierzchni
Według danych z roku 2002 gmina Krasocin ma obszar 193,89 km², w tym:
- użytki rolne: 51%
- użytki leśne: 40%

Gmina stanowi 21,39% powierzchni powiatu.

## Demografia

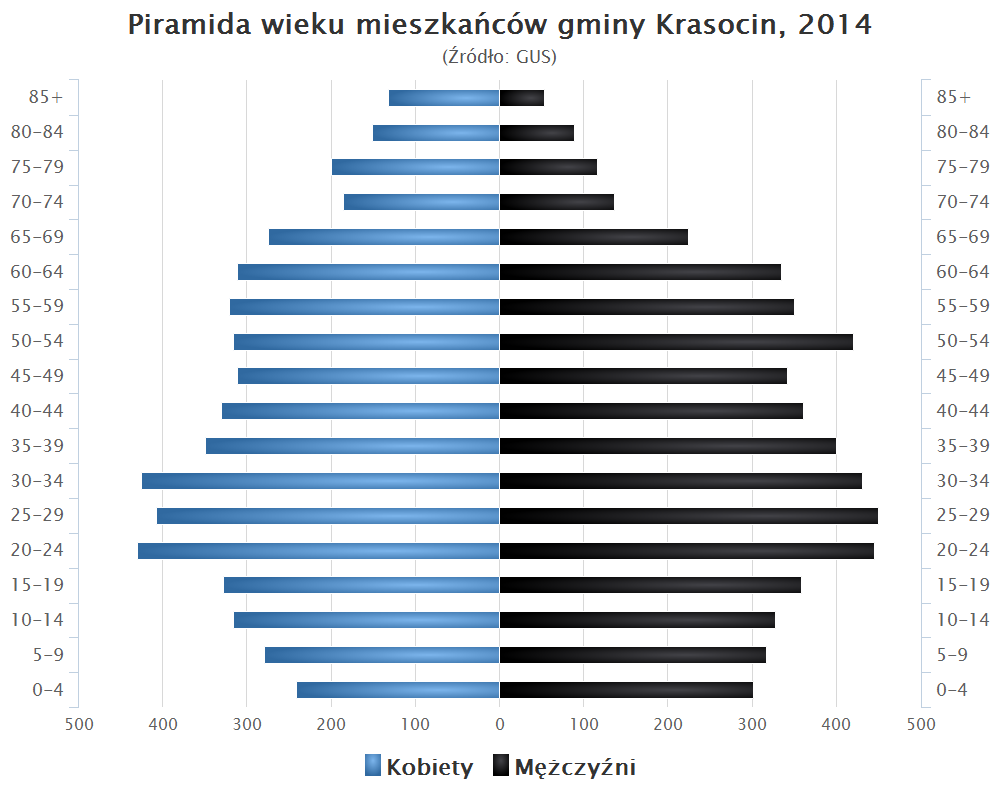
Piramida wieku mieszkańców gminy Krasocin w 2014 roku

Dane z 30 czerwca 2004:
| Opis                              | Ogółem | Ogółem | Kobiety | Kobiety | Mężczyźni | Mężczyźni |
| --------------------------------- | ------ | ------ | ------- | ------- | --------- | --------- |
| jednostka                         | osób   | %      | osób    | %       | osób      | %         |
| populacja                         | 10 804 | 100    | 5368    | 49,7    | 5436      | 50,3      |
| gęstość zaludnienia (mieszk./km²) | 55,7   | 55,7   | 27,7    | 27,7    | 28        | 28        |

## Sport
W gminie istnieje klub piłkarski Krasocin/Bucovia Krasocin.

## Sołectwa
Borowiec, Brygidów, Bukowa, Chotów, Cieśle, Czostków, Dąbrówka, Gruszczyn, Jakubów, Karolinów, Kozia Wieś, Krasocin, Lipie, Ludynia, Mieczyn, Nowy Dwór, Oleszno, Ostrów, Skorków, Stojewsko, Sułków, Świdno, Wojciechów, Wola Świdzińska, Występy, Zabrody.
Pozostałe miejscowości podstawowe: 
Dąbrówki, Lipia Góra, Niwiska Gruszczyńskie, Niwiska Krasocińskie, Nowa Huta, Ogrójce, Ostra Górka, Pod Lasem, Podlesko, Rogalów, Rudnik, Żeleźnica.

## Sąsiednie gminy
Kluczewsko, Łopuszno, Małogoszcz, Przedbórz, Słupia Konecka, Włoszczowa